# Нарвски залив
На̀рвският залив (Нарвска губа) (на руски: Нарвский залив, Нарвская губа, на естонски Narva laht, Нарва лахт) е залив на Балтийско море, разположен в южната част на Финския залив. Източната му част е в пределите на Ленинградска област на Русия, а югозападната – в пределите на Естония. От изток е ограничен от Кургалския полуостров. Вдава се в сушата на 40 km, ширина при входа около 90 km, дълбочина над 30 m. Източният му бряг е нисък и песъчлив, а южният предимно висок и стръмен. По-големите острови са Кирясари и Реймосар. От декември до март е покрит с лед. В югоизточната му част се влива река Нарва, в устието на която е разположен естонският град Нарва-Йъйесуу, а западно от него град Силамяе.

## Топографска карта
- Лист от карта O-35-IV Кохтла-Ярве. Мащаб: 1 : 200 000. Издание 1973 г.
- Лист от карта O-35-V Нарва. Мащаб: 1 : 200 000. Издание 1979 г.